# الجمعية العربية لعلم الاجتماع
الجمعية العربية لعلم الاجتماع تأسست بمبادرة من مجموعة من المهتمين في تونس عام 1985 وهي تجتمع في جمعية عمومية كل فترة وعادة تنتخب الجمعية العمومية مجلس الامناء المؤلف من 15 شخصًا وهؤلاء ينتخبون جمعية صغيرة إدارية تؤمّن الجمعية لعلماء الاجتماع اللقاء الدائم عبر النشاطات والندوات التي تقيمها حيث يتبادل هؤلاء النقاش والحوار والأبحاث التي غالباً ما تقوم الجمعية بنشرها ليطلع عليها أكبر عدد ممكن من علماء الاجتماع وتعقد الجمعية ندوتها السنوية في كل مرة في بلد. يرأس الجمعية أستاذ علم الاجتماع الليبي د. مصطفى عمر التير.
إضافات، المجلة العربية لعلم الاجتماع هي مجلة أكاديمية فصلية محكّمة تصدر عن الجمعية العربية لعلم الاجتماع بالتعاون مع مركز دراسات الوحدة العربية منذ عام 2008.